# Dolomiten
Dolomiten is het oudste nog verschijnende en meestgelezen Duitstalige dagblad in Zuid-Tirol.